# غلوريا لين
غلوريا لين (بالإنجليزية: Gloria Lynne)‏ هي مغنية مؤلفة أمريكية، ولدت في 23 نوفمبر 1931 في نيويورك في الولايات المتحدة، وتوفيت في 15 أكتوبر 2013 في نيوآرك في الولايات المتحدة بسبب نوبة قلبية.

## وصلات خارجية
- غلوريا لين على موقع IMDb (الإنجليزية)
- غلوريا لين على موقع ميوزك برينز (الإنجليزية)
- غلوريا لين على موقع أول ميوزيك (الإنجليزية)
- غلوريا لين على موقع ديسكوغز (الإنجليزية)